# موزه والتر پی. کرایسلر
موزه والتر پی. کرایسلر (انگلیسی: Walter P. Chrysler Museum) یک موزهٔ خودرو در آوبرن‌هیلز، میشیگان بود. خودروهای موجود در این موزه، وسایل نقلیه قابل توجه از نظر تاریخی که توسط کرایسلر، دوج، پلیموث، جیپ، ای‌ام‌سی، نش، هادسن و رامبلر ساخته شده‌بودند را شامل می‌شدند.
این موزه از اکتبر ۱۹۹۹ تا دسامبر ۲۰۱۲ فعال بود، پس از آن یک بار در سال ۲۰۱۶ به‌طور مختصر بازگشایی شد و سپس در دسامبر ۲۰۱۶ به‌صورت دائمی تعطیل شد. نام این موزه از والتر پی. کرایسلر، بنیانگذار شرکت کرایسلر گرفته شده‌است.

## طراحی
این موزه که توسط «همکاران گیفلز» طراحی شد و فضایی به وسعت ۱۰ هکتار را در مجاورت حاشیه جنوب شرقی مقر آمریکای شمالی کرایسلر در آوبرن‌هیلز، میشیگان را کرده‌بود، دارای سه طبقه و حدود ۵٬۰۰۰ متر مربع فضای نمایشگاهی بود و نمای بیرونی متشکل از گرانیت قرمز صیقل خورده و شیشه‌های سیاه رنگ آن با مقر و مرکز فناوری کرایسلر در نزدیکی خود مرتبط بود. احداث ساختمان در ۱۹ نوامبر ۱۹۹۶ آغاز شد و موزه در تاریخ ۵ اکتبر ۱۹۹۹ افتتاح شد.
این ساختمان دربردارندهٔ ۶۵ خودروی عتیقه، سفارشی و مفهومی، و در کنار آن نمایش‌های تعاملی و نمایشگاه‌های تاریخی که طراحی، فناوری و نوآوری کرایسلر را به تصویر می‌کشیدند، و همچنین تأثیرات فرهنگی آن‌ها را شامل می‌شد.

## تعطیل شدن
این موزه سالانه میزبان ۹۰٬۰۰۰ بازدیدکننده بود و در ابتدا سودآور بود. با این حال، این مجموعه از سال ۲۰۱۰ تا ۲۰۱۱ ۱٫۵ میلیون دلار زیاندهی داشت، و در ۳۱ دسامبر ۲۰۱۲ به‌دلیل بازدید کم، در برابر بازدید عمومی بسته شد.
منابع و دارایی‌های آن به بنیاد کرایسلر، شاخهٔ خیریهٔ گروه کرایسلر فروخته شد. در سال ۲۰۱۶ این موزه به‌طور مختصر برای اجاره جهت رویدادها و گردهمایی‌ها، و همچنین میزبانی رویدادهای ویژهٔ کرایسلر بازگشایی شد، و سپس در ۱۸ دسامبر ۲۰۱۶ به‌صورت دائمی تعطیل شد.
ساختمان این موزه متعاقباً به فضای اداری بدل شد، و ۶۵ خودروی موجود در آن در رویدادهای ویژه در مرکز فناوری کرایسلر و دیگر مجموعه‌های گروه فیات-کرایسلر به نمایش درآمدند. مقر مازراتی در ایالات متحده از انگلوود کلیفس، نیوجرسی به ساختمان سابق موزه منتقل شد و مرکز عملیات آلفا رومئو در ایالات متحده نیز به‌صورت اشتراکی با مازراتی از این فضا استفاده می‌کند.